# やなせたかし
やなせ たかし（本名：柳瀬 嵩〈読み同じ〉、1919年〈大正8年〉2月6日 - 2013年〈平成25年〉10月13日）は、日本の漫画家・絵本作家・詩人。有限会社やなせスタジオ社長。高知県出身（詳細は後述）。作曲家としてのペンネームは「ミッシェル・カマ」。壮年期までは「やなせ・たかし」と中黒が付された表記をされていた。
『アンパンマン』の原作者として知られる。社団法人日本漫画家協会代表理事理事長（2000年5月 - 2012年6月）、社団法人日本漫画家協会代表理事会長（2012年6月 - 2013年10月）を歴任。
絵本作家・詩人としての活動が本格化する前までは頼まれた仕事はなんでもこなしたといい、編集者・舞台美術家・演出家・司会者・コピーライター・作詞家・シナリオライターなど様々な活動を行っていた。

## 生涯

### 生い立ち
東京府北豊島郡滝野川町（現：東京都北区）生まれ。父方の実家は高知県香美郡在所村（現：高知県香美市香北町）にあり、伊勢平氏の末裔で300年続く旧家。父親・柳瀬清は上海の東亜同文書院を卒業後、上海の日本郵船に勤めた後、講談社に移り「雄辯」で編集者を務めた。

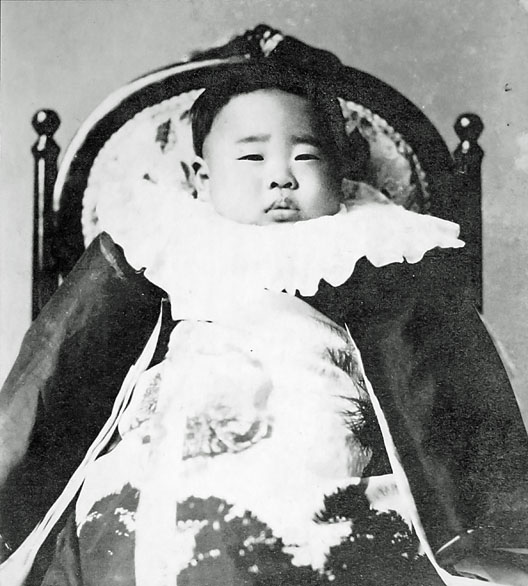
1歳の頃

父親はやなせの生まれた翌年に東京朝日新聞に引き抜かれ、1923年（大正12年）に特派員として単身で上海に渡る。その後、一家は後を追い上海に移住。この地で弟・千尋が生まれたが、程なくアモイに転勤となった父親は再び単身赴任を選び、やなせらは東京に戻る。
1924年（大正13年）に父親がアモイで客死。遺された家族は父親の縁故を頼りに高知県高知市に移住する。弟は長岡郡後免町（現・南国市）で開業医を営んでいた長岡郡医師会長の伯父（父の兄）・寛に引き取られ、まもなく母親・登喜子が再婚したため、やなせも弟と同じく伯父に引き取られて育てられる。この伯父は趣味人でもあり、かなり影響を受けたという。
後免野田組合小学校（現・南国市立後免野田小学校）、高知県立高知城東中学校（現・高知県立高知追手前高等学校）に進む。少年時代は『少年倶楽部』を愛読し、中学生の頃から絵に関心を抱いて、官立旧制東京高等工芸学校図案科（正しくは工芸図案科、現・千葉大学工学部総合工学科デザインコース）に進学した。同期生には、木材科（正しくは木材工芸別科）に入学した風間完がいる。

### 戦争体験

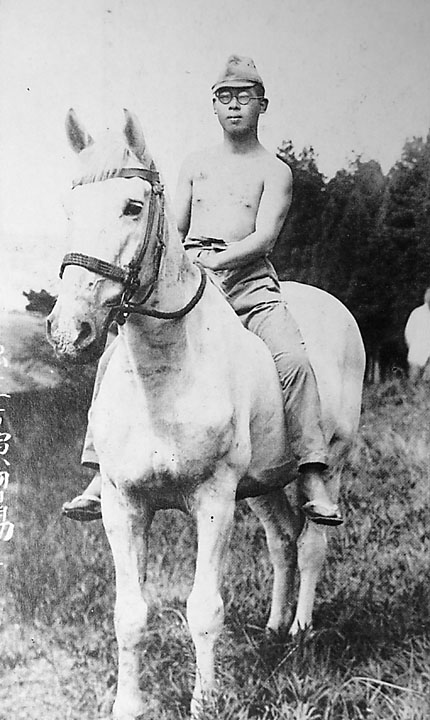
日出生台演習場にて。

東京高等工芸学校を1940年（昭和15年）に卒業後、田辺元三郎商店（後に東京田辺製薬を経て、現：田辺三菱製薬）宣伝部に就職。しかし、1941年（昭和16年）に徴兵のため大日本帝国陸軍の野戦重砲兵第6連隊補充隊（通称号は西部軍管区の隷下部隊である西部第73部隊）へ入営。学歴を生かし幹部候補生を志願し、その内の乙幹に合格し暗号を担当する下士官となる。
補充隊での教育後は支那事変に出征。従軍中は福州に駐屯して米軍の上陸に備えていたが、米軍が上陸することはなかったために、結果として戦闘のない地域に居ることとなり、職種も戦闘を担当するものではなかったため、一度も敵に向かって銃を撃つことはなかったという。部隊では主に暗号の作成・解読を担当するとともに、宣撫工作にも携わり、紙芝居を作って地元民向けに演じたこともあった。それでも上海への移動中に中国軍の奇襲を受け、銃弾が耳の近くをかすめたこともあった。上海ではマラリアにかかり、高熱に苦しんだ。最終階級は陸軍軍曹で、終戦翌年の1946年（昭和21年）に復員。なお、太平洋戦争では弟が戦死している。

### 漫画家への道
終戦後しばらくは戦友らとともにクズ拾いの会社で働いたが、絵への興味が再発して1946年（昭和21年）に高知新聞社に入社。『月刊高知』編集部で編集の傍ら文章、漫画、表紙絵などを手掛けていたが、同僚の小松暢（こまつ のぶ）が転職し上京するのを知り、自らも退職し上京した。
1947年（昭和22年）に上京し小松と結婚。この時期、やなせは漫画家を志すようになるが、東京での生活がまだ確立されていなかったために、兼業漫画家という道を選ぶ。やなせ曰く「とにかく貧乏は嫌だった」。同年、三越に入社し、宣伝部でグラフィックデザイナーとして活動する傍ら、精力的に漫画を描き始める。三越の社内報はもとより、新聞や雑誌でも作品を発表。当初は漫画家のグループ「独立漫画派」に入ったが、まもなく「漫画集団」に移った。1953年（昭和28年）3月に三越を退職し、専業漫画家となる。漫画で得る収入が三越の給料を三倍ほど上回ったことで独立を決意したという。
三越時代、やなせは包装紙のデザインを猪熊弦一郎に依頼している。猪熊のデザインにやなせのレタリングで「mitsukoshi」のロゴが入れられた包装紙のデザインは、「華ひらく」の名で半世紀以上使われている。

### 困ったときのやなせさん
1953年（昭和28年）に独立した後も精力的に漫画を発表していたものの、手塚治虫らが推し進めたストーリー漫画が人気になり、やなせが所属していた「漫画集団」が主戦場としていた「大人漫画」「ナンセンス漫画」のジャンル自体が過去の物と看做されるようになり、作品発表の場自体が徐々に減っていく。1964年（昭和39年）にNHKの『まんが学校』に講師として3年間レギュラー出演したり、その翌年にまんがの入門書を執筆するなど、大人漫画・ナンセンス漫画の復興に取り組み、1967年（昭和42年）には4コマ漫画「ボオ氏」で週刊朝日漫画賞を受賞したものの、1960年代後半は本当にきつかったという。
漫画家としての仕事が激減したやなせだったが、舞台美術制作や放送作家などその他の仕事のオファーが次々と舞い込むようになり、生活的に困窮することはなかった。業界内では「困ったときのやなせさん」とも言われていたという。やなせ曰く「そのころの僕を知っている人は、僕を漫画家だと全然思っていない人が結構いる」。この時期にはコネクションが繋がり繋がって作品が生まれ、ヒットに至るという現象が2度起きている。
- 1960年（昭和35年）、永六輔作演出のミュージカル「見上げてごらん夜の星を」の舞台美術を手掛けた際に、作曲家のいずみたくと知り合い、翌1961年に『手のひらを太陽に』を作詞。同曲は教科書に載るほどのスタンダードな曲となっている。

- 1969年（昭和44年）、虫プロダクションの劇場アニメ『千夜一夜物語』制作の際に、エロチック路線を求めていた手塚治虫は、やなせの漫画を気に入り美術監督として招き入れた。同作がヒットしたお礼として、手塚はポケットマネーで、やなせが1967年に手掛けたラジオドラマ「やさしいライオン」をアニメ映画化し、毎日映画コンクールの大藤信郎賞を受賞[4]。同作はやなせの代表作のひとつとなっている。

### 詩人・絵本作家への道
1960年代半ば、漫画集団の展覧会に、まだ弱小企業だった頃の山梨シルクセンター（現：サンリオ）の社長辻信太郎が来場。やなせにグラフィックデザイナーとしてのオファーを入れたことから、サンリオとの交流を深める。やなせは当初は菓子のパッケージを手掛けていたが、1966年（昭和41年）9月にやなせが処女詩集『愛する歌』を出版社から出そうとした際に、「それならうちで出してくれ」とサンリオは出版事業に乗り出した。『愛する歌』はサンリオの業績を押し上げるほどのヒットを記録した。出版事業に乗り出したサンリオの元で、絵本の執筆も始める。1969年には短編メルヘン集の『十二の真珠』で「アンパンマン」が初登場。ただしこのアンパンマンは後のものとは異なる作品であり、ヒーロー物へのアンチテーゼ（アンチヒーロー）として作られた大人向けの作品である。
1973年（昭和48年）には雑誌『詩とメルヘン』を立ち上げ編集長を務める一方で、馬場のぼるらと「漫画家の絵本の会」を立ち上げるなど、詩人・絵本作家としての活動を本格化させる。同年に1969年発表したアンパンマンを子供向けに改作し、フレーベル館の月刊絵本『キンダーおはなしえほん』の一冊「あんぱんまん」として発表。同作は当初評論家、保護者、教育関係者からバッシングを受けた。元は大人向けに書いた作品だったが、次第に、幼児層に絶大な人気を得るようになっていった。
1988年（昭和63年）には、テレビアニメ『それいけ!アンパンマン』の放映が日本テレビで開始される。テレビ業界的にかなり不安視されており、スポンサーが少なかった、数局のみの放送、昭和天皇の病状悪化による自粛ムードの最中での放送開始などと逆境を余儀なくされるが、まもなく大人気番組となり、日本テレビ系列で拡大放映された。キャラクターグッズなども爆発的に売れ、やなせは一躍売れっ子になった。

### 名声と漫画の復興

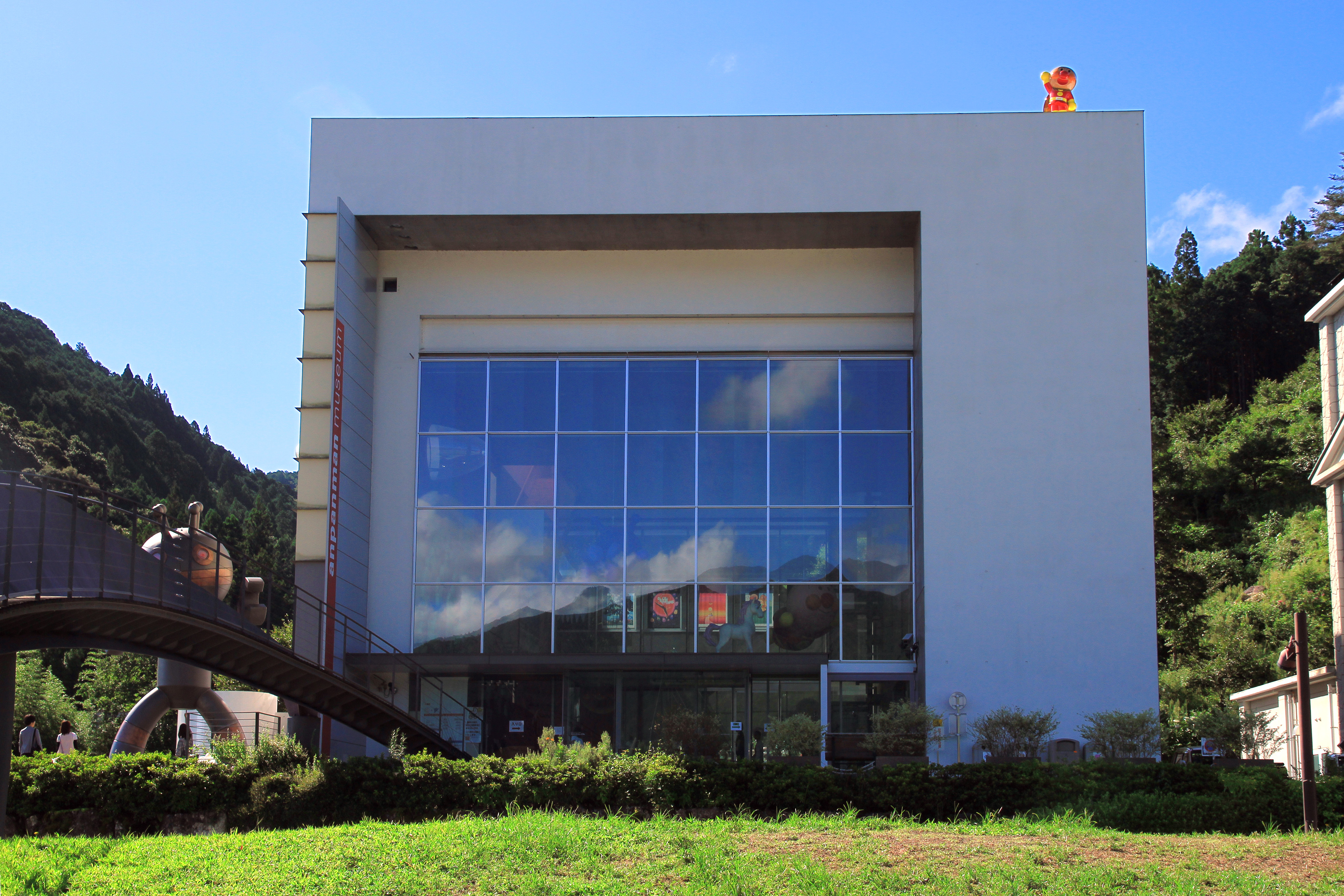
香美市立やなせたかし記念館

アニメ『それいけ!アンパンマン』の大ヒットを受けて、1990年代以降は様々な賞を受賞。1996年（平成8年）7月には出身地の高知県香美市に香美市立やなせたかし記念館「アンパンマンミュージアム」が開館し、1998年（平成10年）8月には同記念館内に雑誌「詩とメルヘン」の表紙イラストやカットなどを収蔵した「詩とメルヘン絵本館」が開館するなど名声が高まっていった。官庁や地方自治体、公益事業や業界団体などのマスコットのキャラクターデザインを懇請され、無償で引き受けることも多くなった。前述の「詩とメルヘン」編集長時代も初期はほぼノーギャラで引き受けていた。
やなせは名声に甘んじることなく漫画の復興にも取り組んだ。1992年（平成4年）から地元高知で行われていた一コマ漫画の大会「まんが甲子園」には立ち上げ時から深くかかわり、晩年まで審査委員長を務めた。2005年（平成17年）には財政難を理由にまんが甲子園入賞校へ贈る賞金の半減を打ち出した高知県に対し総額200万円の資金提供を申し出ている。
2000年（平成12年）には日本漫画家協会理事長に就任。結果を残すことが出来なかったが、懸案事項は「ストーリー漫画以前の漫画家と以降の漫画家の収入格差をいかに解消するか」だった。やなせは自社ビルに日本漫画家協会を家賃タダで入居させていた。
この時期から「漫画家ならば行動や言動も漫画的に面白くなければならない」という信念を持つようになり、テンガロンハットにサングラス、カウボーイブーツという独特なファッションで公の場に現れ、日本漫画家協会の会合やその他のイベントなどで歌や踊りを取り入れたユニークなスピーチをするようになった。
2001年（平成13年）には自作のミュージカルを初演、2003年（平成15年）には同ミュージカルの延長線上で、作曲家「ミッシェル・カマ」、歌手やなせたかしとしてCDデビュー。
詩人としては、2003年に『詩とメルヘン』が休刊するものの、2007年にかまくら春秋社から季刊誌『詩とファンタジー』を立ち上げ、「責任編集」を務めた。

### 晩年

やなせたかし朴の木公園に設立されているやなせたかしおよび妻・暢の墓。両脇の石像は香美市立やなせたかし記念館の方向に向けられている。

ユニークで元気なキャラクターを演じ続けそのイメージが強いが、アンパンマンのヒットの時期から既に体調は必ずしも良好ではなく、60歳代末期には腎臓結石、70歳代には白内障、心臓病、80歳代には膵臓炎、ヘルニア、緑内障、腸閉塞、腎臓癌、膀胱癌、90歳代には腸閉塞（再発）、肺炎、心臓病（再発）と病歴を重ねていた。膀胱癌は10度以上再発している。
晩年はチャイドルをもじって「オイドル」（老いドル、老人のアイドル）を自称していた。
1993年（平成5年）11月に妻の暢を癌で亡くす。暢との間に子どもはいない。2011年（平成23年）春に視界がぼやけることを理由に漫画家引退を考え、最後の大舞台として生前葬を企画。友人らに告別式の文章を書いてもらい「清浄院殿画誉道嵩大居士」という戒名入りの位牌も準備したが、その発表直前に東日本大震災が発生し、不謹慎だからという理由で計画は白紙になった。震災直後「アンパンマンのマーチ」が復興のテーマソングのような扱いをされたり、「笑顔を失っていた子供たちがアンパンマンを見て笑顔を取り戻した」といった良い話がやなせの元に届いたことから、引退を撤回したという。その後、被災地向けにアンパンマンのポスターを制作したり、奇跡の一本松をテーマにしたCDを自主制作するなどした。
2012年（平成24年）6月の日本漫画家協会賞の贈賞式を最後に、高齢と体調不良を理由に日本漫画家協会の理事長を辞任して会長に就任。後任の理事長はちばてつや。

その後もユニークなキャラクターは変えず、テレビのインタビューやアニメの舞台挨拶の席では、陽気に歌いだす、元気な感じで「もうすぐ俺は死ぬ」と言って笑いをとるなどしていた。2013年（平成25年）7月6日に行われた劇場版アニメ『それいけ!アンパンマン とばせ! 希望のハンカチ』の初日舞台挨拶では、
と笑いながら語っていた。
2013年8月に体調を崩して入院し、2ヶ月後の10月13日午前3時8分、心不全のため東京都文京区本郷の順天堂大学医学部附属順天堂医院で逝去。94歳没。死去の知らせは一般には翌々日の15日に公表され、出身地の地元紙である高知新聞は、号外をWeb上で公開した。
テレビのニュースでは、2013年6月に「アンパンマン」のアニメ製作のスタッフらに
と悲痛な本音を吐露する当時94歳のやなせの姿が繰り返し放送された。同日、NHKも夜のニュースでアンパンマンのアニメを暫らく流すなどして逝去を惜しんだ。やなせが死去した3日前には、やなせ原作のアニメ『ニャニがニャンだー ニャンダーかめん』に出演した声優の檀臣幸も50歳の若さで死去している。
その後、葬儀は故人の遺志により、近親者のみで済ませた。後日「偲ぶ会」を開くこととなり、翌2014年（平成26年）2月6日、生きていれば95歳となる誕生日に東京都新宿区で「ありがとう!やなせたかし先生 95歳おめでとう!」というタイトルで開催された。やなせの密葬には、ちばてつやをはじめとする日本漫画家協会所属の漫画家60人が参列したという。
やなせの訃報を受けて、『手のひらを太陽に』を歌唱した宮城まり子、アニメの『それいけ!アンパンマン』でアンパンマンの声を演じる戸田恵子をはじめ、主要キャラクターの声を担当する声優達、古川登志夫など、故人と縁が深かった人や敬愛する人々がそれぞれ追悼コメントを発している。前後して、詩人としても死を意識した作品が増加している。やなせ自身が責任編集を行い、かまくら春秋社から発行されている季刊誌『詩とファンタジー』No.24号（2013年10月19日発売）に、「天命」と題して自らの死を予告するような自作の詩とイラストを掲載した。フレーベル館から『アンパンマンとリンゴぼうや』が2013年11月に発売され、これがやなせの最後の作品となった。
同年11月にはフレーベル館から、やなせの多方面に及んだ活動を網羅した作品集『やなせたかし大全』が出版。奇しくも逝去直後の出版になるが制作そのものは数年前から続けられていたものである（出版は「やなせたかし作家活動60年」、絵本『あんぱんまん』40年、アニメ『それいけ！アンパンマン』放映25年を記念したものとされている）。
晩年には家族や親戚がいなかったこともあり、やなせは生前自身の遺産について、アンパンマンミュージアム（高知県）とやなせスタジオ（東京）に回すよう周囲に伝えていたという。自身の墓は高知県香美市香北町にある実家の跡地である「やなせたかし朴ノ木公園」に建設し、墓碑の横にはアンパンマンとばいきんまんの石像も建てられた。やなせスタジオは、長年やなせの秘書を務めていた「越尾正子」が代表取締役を引き継ぎ、やなせ作品の全著作権を管理している。
2016年（平成28年）6月には、やなせが子ども時代を過ごした柳瀬医院の跡地（高知県南国市）に「やなせたかし・ごめん駅前公園」が完成し、やなせの母校の後免野田小学校の児童と後免野田保育園の園児が参加して6月1日に開園セレモニーが挙行された。
2019年（平成31年）2月6日から、生誕100年を記念し、故郷の高知県香美市にある香美市立やなせたかし記念館で特別展が開催された。開催期間は2019年7月8日まで。

## 受賞・栄典等
- 1967年 週刊朝日漫画賞[2]（「ボオ氏」）
- 1969年 毎日映画コンクール大藤信郎賞（「やさしいライオン」）
- 1970年 毎日映画賞、厚生大臣賞、最優秀動画賞[2]（「やさしいライオン」）
- 1989年 第19回日本童謡賞特別賞[4]
- 1990年 第19回日本漫画家協会賞大賞[4]（「アンパンマン」）
- 1990年 サンリオ美術賞[4]
- 1991年 勲四等瑞宝章[4]
- 1994年 高知県香美郡香北町名誉町民[4]
- 1995年 日本漫画家協会文部大臣賞[4]
- 2000年 日本童謡協会功労賞[2]
- 2000年 日本児童文芸家協会児童文化功労賞[2]
- 2001年 第31回日本童謡賞[2]（詩集「希望の歌」）
- 2002年 高知県特別県勢功労者[2]
- 2003年 第50回交通文化賞国土交通大臣表彰
- 2004年 新宿区名誉区民[2]
- 2008年 東京アニメアワード2008 第4回功労賞[45][46]
- 2011年 高知県名誉県民[47]

## エピソード
- やなせの没後、重版未定や絶版だった過去作が復刊され流通しているが、生前のやなせは執筆時の制作環境や画力の問題から過去作の復刊には否定的であった[48]。やなせスタジオを構えた後は年々遅筆となっていった[49]が、省力化のためにアンパンマンの顔をコンパスで描いていた時代もあった[50]。
- 故郷の高知県では依頼を受け無償でキャラクターを描き下ろすことが多く、対談した同郷の西原理恵子は自著で「高知県人は（やなせを）無駄使いしている」と述べる一方、それらのキャラクターは直感的で単純なものが多く、これに関して西原は「単純すぎて仕事のあとがどこにあるのか―」と漫画内でネタにしていた[51]。ただし、やなせ自身はどのキャラクターも完成には2時間を要し「単純だからすぐに出来る、と思われるのは困る」と話していた[52]。
- 『それいけ！アンパンマン』が「登場キャラクターが最も多いアニメシリーズ」としてギネス世界記録に認定された際、当初はキャラクター数を2000以上だと申請したものの、“とうふのとうふちゃん”など「まんまなキャラ」は認定員から却下されたことで、最終的に1768体での登録となった。この300以上のキャラクターが却下された経験をして以降、やなせは独自性の強いキャラクターを手がける様になったという[53]。
- やなせの出身地の高知放送では、スポンサーが付かないことを理由に全国ネット後もなお『それいけ!アンパンマン』が放映されていなかった。このため、やなせ自らがスポンサーになって、高知放送での同番組の放映を開始させた[19]。
- 死去の翌日、東京新聞2013年10月16日付の追悼記事で「ダンディーで信仰あついクリスチャンだった」と報じられていたが[54]、後の東京新聞2013年11月20日付で「やなせたかしさんをクリスチャンとしたのは誤りでした」との訂正記事が出ている。やなせ本人は58歳時に1976年3月刊行の『月刊面白半分57号 特集宗教なんかいらない！』にて「ぼくには宗教心というのは全くないのです。おそらくこれからも宗教に頼ることはないでしょう。」「宗教を認めながら、神を崇拝しながら、宗教心がないのです。」と語っている。
- 絵柄はエルジェの影響を受けている[55]。
- 漫画家のレイモン・ペイネを心の師匠とエッセイで語っており、ペイネ美術館の開館時にはイラストとコメントを寄せている[56]。
- 日本漫画家協会が2000年ごろから入居している新宿区の「YANASE兎ビル」は、やなせが所有していたビルだが生前は協会から賃貸料を受け取っていなかった[57]。2015年時点ではビル付近の土地と建物は協会に寄贈されている[58]。

## 主な作品

### 漫画
- ビールの王さま
  - ニッポンビール（現：サッポロホールディングス）の広告漫画。
- リトル・ボオ
  - 髙島屋の通販カタログに連載されていた1ページ漫画。リトル・ボオという帽子を目深に被ったキャラクターが、悪者からドタくんとバタコさんを救うストーリー。ここに登場するバタコさんは、『アンパンマン』に登場するバタコさんと瓜二つだが、名前の由来が異なっている。『アンパンマン』に登場する「バタコさん」がバターが由来であるのに対し、こちらは「ドタバタ」が由来となっている。
- ボオ氏
  - 以上2作品は「Mr.ボォ」とは関係ない。
- キャラ子さん
  - 『婦人生活』（婦人生活社）に1952年から連載。
- 内野ムス子さん
  - 『中学コース』（学習研究社）に1955年から連載。
- ナマ子さん
  - 『中学コース』（学習研究社）に1956年から連載。
- アン子ちゃん
  - 『3年の学習』（学習研究社）に1956年から連載。
- スピード仙人
  - 『モーターファン』（三栄書房）に1956年から連載。
- おれは孫悟空
  - 『面白倶楽部』（光文社）に連載。
- 珍犬ミミ
  - 『サングラフ』（サン出版社）に1958年から連載。
- きいたん
  - 『1年の学習』（学習研究社）に1968年から1969年まで連載。[59]

### 童話・絵本
※太字はアニメ化された作品を指す。
- 十二の真珠
- アンパンマンシリーズ（1969年、PHP研究所）
- おむすびまん
- ニャニがニャンだー ニャンダーかめん（ピョンピョンおたすけかめん）（1996年、講談社）
- アリスのさくらんぼ（1973年）
- やさしいライオン（1975年、フレーベル館）
  - 元はボニージャックスによるラジオミュージカルとして制作したものを絵本化（最初の絵本は1969年に刊行された）。その後、上記の通り虫プロダクションで1970年にアニメ映画化もされた。
- ルルン＝ナンダーのほし（1976年、講談社）
- チリンのすず（1978年、フレーベル館）
  - 1978年3月にサンリオによりアニメ化されて日本ヘラルド映画配給で劇場公開された。
  - 絵本自体は『十二の真珠』に収録された短編童話『チリンの鈴』を底本としているが、一部内容が異なる。
- ちいさなジャンボ
- バラの花とジョー
- ガンバリルおじさんとホオちゃん
- ライオンららら（挿絵担当、立原えりか 小学館）
- ハルのふえ（2009年、小学館）
  - トムス・エンタテインメントにより2012年12月アニメ化、オムニバスアニメ映画『やなせたかしシアター』の中の1作品として公開。（同時公開・アンパンマンが生まれた日、2008年に製作されたオリジナルビデオアニメ作品『やなせたかしメルヘン劇場 ロボくんとことり』）
- は、は、は、歯のおはなし 歯科詩集（2013年、かまくら春秋社）

### キャラクターデザイン
- 『千夜一夜物語』（日本ヘラルド映画、虫プロダクション製作、1969年6月）のキャラクターデザイン。
- 高知県を走る土佐くろしお鉄道ごめん・なはり線各駅のキャラクター、および同鉄道中村線・宿毛線のイメージキャラクター。
- てれすけくん（とちぎテレビイメージキャラクター）
- ニックとアン（中華まんをモチーフとした中村屋のイメージキャラクター。中村屋のファンだったため引き受けたという）
- オウくん（母校である高知県立高知追手前高等学校のキャラクター）
- ザ・セサミブラザーズ（岐阜県不破郡関ケ原町にある企業「真誠」と、それに関連するゴマの博物館「胡麻の郷」のマスコットキャラクター）
- TBS『明石家さんちゃんねる』オープニングアニメとキャラクターデザイン
- 人KENまもる君・人KENあゆみちゃん（法務省人権擁護局の人権イメージキャラクター。イメージソングの作詞・作曲も手がけている）
- 日本酪農乳業協会「3-A-Day」キャンペーンキャラクター
- 新宿シンちゃん（新宿区の防犯マスコットキャラクター）
- ミレーちゃん（ミレービスケットのマスコットキャラクター）
- パトロウ（四国新聞が制定した香川県の防犯マスコットキャラクター）
- ピカピカ・アオちゃん・モリくん（青森米イメージキャラクター）
- きずなちゃん（日本さい帯血バンクネットワークシンボルキャラクター）
- 浦和うなこちゃん（さいたま市観光大使。浦和うなぎまつりマスコットキャラクター）
- 佐世保バーガーボーイ（長崎県佐世保市の名物佐世保バーガーのイメージキャラクター）
- うながっぱ（多治見市が2007年8月16日に観測史上日本最高気温を観測した記念に作られた多治見市マスコットキャラクター）
- ちよちゃん、さくちゃん、けんちゃん、うっかりちゃん（文化庁・公益社団法人著作権情報センターの著作権制度100周年記念キャラクター）
- ずんだ&もちこ（仙台市の名物ずんだ餅のキャラクター）
- タチバナ・タッキー（学校法人高知学園キャラクター。高知学園の名誉理事でもあるやなせが学園のためにデザインした）
- なべラーマンと、かわうそのカウちゃん（高知県須崎市の新名物「鍋焼きラーメン」イメージキャラクター）
- コメパンマン（新潟県の米粉・米粉製品PRキャラクター）
- シャチオくん・シャチコちゃん・ほこちゃん（生活協同組合コープあいちのマスコットキャラクター）
- パレオ、パーラ、エビーノ、トマトーナ、マスケラーナ、アンティコ姫。（静岡県浜松市の浜名湖パルパルのマスコットキャラクター）
- 地ぱんマン（福島市本社の「銀嶺食品」マスコットキャラクター）
- ちりめんドンちゃん（安芸「釜あげちりめん丼」楽会キャラクター）
- 麒麟「ジラフ」（同DVDジャケットのキャラクターデザイン。麒麟の2人がDVDを作る際、ジャケットに自分たちのデザインを描いて貰いたいと考え、様々な漫画家やプロダクションに直接電話を掛けてオファーをした所、やなせのみ前向きに快諾してくれた事がきっかけで実現した）[60]

### 作詞
※作曲家「ミッシェル・カマ」はやなせの別名義
- 手のひらを太陽に（作曲：いずみたく、日本の歌百選）
- 勇気のうた（作曲：藤家虹二）
- おかあさんの顔（作曲：藤家虹二）
- ラッパと少年（作曲：寺島尚彦）
- クラブ君の冒険（作曲：橋場清） - ピー・プロダクション制作の同名パイロットフィルムの主題歌
- 美しの丘（作曲・編曲：横山菁児/歌：島崎由理） - テレビアニメ『昆虫物語 新みなしごハッチ』エンディングテーマ
- しっぽはぐぐんと（作曲：山下毅雄/歌：大山のぶ代/台詞：雨森雅司） - テレビアニメ『のらくろ』オープニングテーマ
- アイアイ・ミコちゃん（作曲：山下毅雄/歌：天地総子／台詞：大山のぶ代、松尾佳子） - テレビアニメ『のらくろ』エンディングテーマ
- しろいうま（作曲・編曲：タテタカコ）
- 新宿区立新宿養護学校 校歌「ひまわりの歌」（作曲：山崎唯）
- 天使のパンツ（作曲者：天井正、編曲者：小森昭宏）
- 東京都世田谷区立松丘幼稚園 園歌「ぼくらのうた」（作曲：いずみたく）
- ナマコの行進曲（マーチ）（作曲：いずみたく）
- 光る海の城（作曲：いずみたく）
- 星の炎に（作曲：いずみたく） - テレビアニメ『宇宙エース』主題歌
- ザザザーン・ポートピア（作曲：いずみたく）
- 男声合唱のための組曲『人生ばんざい！』(作曲：矢田部宏）無伴奏。

（1.好きな風景 /2.ふしぎな都会で /3.ひろった涙 /4.ジャマスルナ・ワルツ /5.人生ばんざい！）音楽之友社によるオンデマンド印刷可能（2025年5月現在）。
- 夕やけに拍手（第42回NHK全国学校音楽コンクール小学校の部課題曲）
- 花と草と風と（作曲：蒔田尚昊）（第52回NHK全国学校音楽コンクール小学校の部課題曲）
- ぼくらは仲間（作曲：鈴木憲夫）（第78回NHK全国学校音楽コンクール小学校の部課題曲）
- ばら色のクジラ（混声3部合唱曲）（作曲：平吉毅州）
- 星の木の下で（作曲：ミッシェル・カマ、編曲：タテタカコ）
- マンガのマーチ（作曲：市川昭介/歌：子門真人） - 『マンガ博覧会'81』イメージソング
- まんぱく音頭（作曲：市川昭介/歌：子門真人） - 『マンガ博覧会'81』イメージソング
- 美良布保育園の歌（作曲：ミッシェル・カマ/歌：岡崎裕美、竹田えり、山野さと子 - ビューティー3名義）（香美市保育園保護者会連合会）- やなせの地域に対する認識の齟齬のためお蔵入りの様になっていたが、歌を知る保護者たちからの声を受け、歌詞の地名を変えたうえで2015年11月15日に初披露されることとなった[62][63]。
- うなぎ小唄（作曲：ミッシェル・カマ）[64]
- ムシのついた女（作曲：飯吉馨/歌：ボーカル・ショップ）
- しあわせよカタツムリにのって（作曲：信長貴富）
- 合唱による10のメルヘン『愛する歌』（作曲：木下牧子）ピアノパート有り。

（1.ひばり /2.ロマンチストの豚 /3.海と涙と私と /4.きんいろの太陽がもえる朝に /5.地球の仲間 /6.雪の街 /7.ユレル /8.さびしいカシの木 /9.犬が自分のしっぽをみて歌う歌 /10.誰かがちいさなベルをおす）「女声・同声合唱による－」（1995年11月）、「男声合唱による－」(2014年9月)、いづれも音楽之友社より刊行。そして全10曲には独唱バージョンがあり、『木下牧子歌曲集（増補新訂版）I』（音楽之友社、2010年8月）に収録。
- 泉周二作曲による「ロマンチストの豚」「海と涙と私と」「きんいろの太陽がもえる朝に」「ユレル」「さびしいカシの木」

#### それいけ!アンパンマン
それいけ!アンパンマン関連の楽曲は、そのほとんどをやなせが作詞を手がけている。
- アンパンマンのマーチ
- 勇気りんりん
- 勇気の花がひらくとき
- 生きてるパンをつくろう
- 勇気のルンダ
- いくぞ!ばいきんまん
- アンパンマンたいそう
- すすめ!アンパンマン号
- サンサンたいそう
- ドレミファアンパンマン

### CD（本人歌唱）
- いいなぁアキ（安芸）（2003年11月21日発売。ごめん・なはり線記念ソング。歌：やなせたかし、大和田りつこ、岡崎裕美）
- ノスタル爺さん（2003年12月26日発売）

### 自伝・エッセイなど
- 喜劇映画待望論（1960年、共立通信社出版部『映画芸術』11月号掲載）[68][69]
- もうひとつのアンパンマン物語 人生は、よろこばせごっこ（1995年、PHP研究所）
- アンパンマンの遺書（1995年、岩波書店）
- ボクと、正義と、アンパンマン なんのために生まれて、なにをして生きるのか（1995年、PHP研究所）
- 人間なんておかしいね 人生の言葉（こころ）（1996年、勁文社 / 2002年、たちばな出版より再版）
- アンパンマン伝説（1997年、フレーベル館）
- 痛快!第二の青春 アンパンマンとぼく（2003年、講談社）
- 人生なんて夢だけど（2005年、フレーベル館）ISBN 457703008X
- 人生いつしかたそがれてわずかに残るうすあかり（2007年9月、白泉社）
- 絶望の隣は希望です!（2011年9月、小学館）
- オイドル絵っせい 人生、90歳からおもしろい!（2012年、新潮社）※高知新聞の夕刊でも連載
- 何のために生まれてきたの? 希望のありか（2013年、PHP研究所）
- わたしが正義について語るなら（2013年11月6日、ポプラ社）
- ぼくは戦争は大きらい（2013年12月16日、小学館）
- 続オイドル絵っせい これじゃあ死ぬまでやめられない!（2014年、フレーベル館）

### 郵便切手
- 1993年7月23日発行 ふみの日 62円1種、小型シート1種、切手帳1種
- 1994年7月22日発行 ふみの日 50円1種
- 1995年7月22日発行 ふみの日 50円1種
- 1996年5月1日発行 第50回児童福祉週間記念 80円1種
- 1999年7月22日発行 著作権制度100周年記念 80円1種[70]
- 2000年11月22日発行 20世紀デザイン切手シリーズ 第16集 10種シート中の50円2種[71]

### その他（初期作品など）
- 中学生の友（小学館）挿画（1951年 - ）
- 女学生の友（小学館）挿画
- 受驗と學生（研究社）挿画（1952年 - 1953年）
- 読切倶楽部（三世社）連載「その日暮しの手帳」（1953年 - ）
- 小学五年生（小学館）挿画
- 中学コース（学習研究社）挿画（1953年 - ）
- 週刊東京（東京新聞社）連載「時局漫評」「素顔拝見」
- 小説倶楽部（桃園書房）連載「東京変人シリーズ」
- 映画芸術（映画芸術社）連載「ぼくのシネ・スケッチブック」（1950年代末 - 1960年代）
- モダン夫婦読本（全日本出版社）漫画（1953年）

## 関連書籍
やなせ以外の作家が、やなせを題材にして創った作品や雑誌の特集記事など。
- 『やなせたかし メルヘンの魔術師 90年の軌跡』 中村圭子編 「らんぷの本」河出書房新社、2009年3月、ISBN 978-4309727677
- 『ユリイカ 詩と批評 総特集・やなせたかし アンパンマンの心』 2013年8月臨時増刊号、青土社、ISBN 978-4791702589
- 小手鞠るい 『優しいライオン やなせたかし先生からの贈り物』講談社、2015年10月、ISBN 978-4062197519
- 梯久美子 『勇気の花がひらくとき やなせたかしとアンパンマンの物語』 フレーベル館、2015年10月、ISBN 978-4-577-04305-9

『勇気の花がひらくとき』は2019年2月に、やなせたかし生誕100周年記念事業の一環でアニメ化、BS日テレおよびRKC高知放送で放送された。
- 『やなせたかし 「アンパンマン」誕生までの物語』 ちくま評伝シリーズ〈ポルトレ〉筑摩書房、2015年11月、ISBN 978-4-480-76634-2
- 中野晴行『やなせたかし 愛と勇気を子どもたちに』あかね書房〈伝記を読もう〉、2016年3月、ISBN 978-4-251-04603-1
- 梯久美子『やなせたかし〜アンパンマンの勇気』光村図書、2021年

『やなせたかし〜アンパンマンの勇気』は2021年の光村図書の教科書の題材になっている。
- 梯久美子『やなせたかしの生涯 アンパンマンとぼく』文藝春秋、2025年3月、ISBN 978-4-16-792346-4

## 関連番組
- 朗読「戸田恵子が読む、梯久美子『やなせたかしの生涯』」（2025年6月7日 - 28日、NHKラジオ第1） - 全4回で朗読[73][74]

## 出演
- まんが学校（1964年 - 1966年、NHK総合） - 先生役。知名度は上がったが、漫画は売れないというジレンマに悩んだという。
- 趣味講座 イラスト入門（1984年12月 - 1985年3月、NHK教育）
- ぼくの絵わたしの絵 第54回全国教育美術展から（1995年3月22日 - 24日、NHK教育）
- さわやかインタビュー（1997年4月13日、1998年3月22日、NHK教育）
- 平成日本のよふけ（1999年、フジテレビ系）
- メトロポリス（2001年、東宝映画）※声優として特別出演
- それいけ!アンパンマン（1988年 - 、日本テレビ系） - やなせうさぎ[注釈 8]役。声優として特別出演。
  - クリスマススペシャル うたおう!おどろう!みんなのクリスマス（2006年）
  - 第1000話「ぼく、アンパンマンです!」（2009年）
  - 映画 すくえ! ココリンと奇跡の星（2011年、東京テアトル）
  - 映画 よみがえれ バナナ島（2012年、東京テアトル）
- 「ETV2002 83歳のアンパンマン～やなせたかしの真剣勝負～」（2002年4月、NHK教育）[75]
  - 「おとなのEテレタイムマシン」で再放送（2025年6月14日、NHK Eテレ）[75]
- スタジオパークからこんにちは（2004年1月28日・2009年10月21日、NHK総合）
- メッセージ.jp（2007年、BSフジ）
- 知るを楽しむ 人生の歩き方 - やなせたかし 正義の味方はカッコ悪い!（2008年10月8日 - 29日、NHK教育）
- 爆笑問題のニッポンの教養（2011年9月1日、NHK総合）
- きょうの料理（2012年4月25日、NHK Eテレ）
- 100年インタビュー（2012年7月16日、NHK BSプレミアム）
- プレミアムドラマ「忘れないで夢を〜漫画家やなせたかしと妻・暢〜」（2013年1月12日、NHK BSプレミアム）[76]

## やなせを演じた俳優
- プレミアムドラマ「忘れないで夢を〜漫画家やなせたかしと妻・暢〜」（2013年1月12日、NHK BSプレミアム） - 鈴木一真
- NHK連続テレビ小説「あんぱん」（2025年前期放送） - 北村匠海（役名：柳井嵩） ※やなせとその妻をモデルとした作品。